# Ivan Popov
Pour les articles homonymes, voir Ivan Popov (général) et Popov.
Ivan Popov est un joueur d'échecs russe né le 20 mars 1990 sur Rostov-sur-le-Don.
Au 1er janvier 2016, Popov est le 23e joueur russe et le 106e joueur mondial avec un classement Elo de 2 650.

## Biographie et carrière
Grand maître international depuis 2007, Ivan Popov a remporté :
- le championnat du monde des moins de 18 ans en 2007 ;
- le championnat de Russie junior en 2007 ;
- la médaille d'argent au Championnat du monde d'échecs junior 2007 ;
- le championnat d'échecs de Moscou en 2012 et 2019 ;
- le championnat d'Europe de parties rapides en 2015[2];
- l'open de Chennai en 2015 ;
- l'open de Delhi en janvier 2016 (au départage)[3].

Il a participé :
- à la coupe du monde d'échecs 2013 à Tromsø, où  il fut éliminé au premier tour par Markus Ragger après départages (1,5 à 2,5) ;
- à la coupe du monde d'échecs 2015 à Bakou, où  il fut éliminé au premier tour par Samuel Shankland (0,5 à 1,5).